# Friedrich Robert Helmert
Friedrich Robert Helmert (Freiberg, Saxônia, 31 de julho de 1843 — Potsdam, 15 de junho de 1917) foi um geodesista alemão. Helmert criou os fundamentos matemáticos e físicos das teorias modernas da geodésia e é autor da sua definição clássica: "A Geodésia é a ciência da medição e representação da superfície da terra".

## Vida
Helmert nasceu em Freiberg, Reino da Saxônia. Depois de estudar em Freiberg e Dresden, ele ingressou na Polytechnische Schule, agora Technische Universität, em Dresden para estudar engenharia em 1859. Encontrando-o especialmente entusiasmado com a geodésia, um de seus professores, Christian August Nagel, o contratou ainda estudante para trabalhar. Em 1863, Helmert tornou-se assistente de Nagel. Após um ano de estudo de matemática e astronomia, Helmert obteve seu doutorado na Universidade de Leipzig em 1867 para uma tese baseada em seu trabalho para Nagel.
Em 1870 Helmert tornou-se instrutor e em 1872 professor na nova Universidade Técnica de Aachen. Em Aachen, ele escreveu Die mathematischen und physikalischen Theorieen der höheren Geodäsie (a Parte I foi publicada em 1880 e a Parte II em 1884). Este trabalho lançou as bases da geodésia moderna. A Parte I é dedicada aos aspectos matemáticos da geodesia e contém um resumo abrangente das técnicas para resolver geodésicas em um elipsóide.

O método dos mínimos quadrados foi introduzido na geodesia por Gauss e Helmert escreveu um excelente livro sobre mínimos quadrados (1872, com uma segunda edição em 1907) nesta tradição, que se tornou um texto padrão. Em 1876 ele descobriu a distribuição qui-quadrada como a distribuição da variância da amostra para uma distribuição normal. Esta descoberta e outras de seu trabalho foram descritas em livros didáticos alemães, incluindo o seu próprio, mas eram desconhecidas em inglês e, portanto, mais tarde redescobertas por estatísticos ingleses - a distribuição qui-quadrada de Karl Pearson (1900).

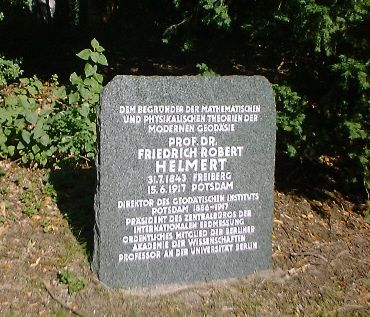
Lápide comemorativa em homenagem a Friedrich Robert Helmert (Telegraph Hill, em Potsdam).

A partir de 1887, Helmert foi professor de geodesia avançada na Universidade de Berlim e diretor do Instituto Geodésico. Em 1916 ele teve um derrame e morreu de seus efeitos no ano seguinte em Potsdam.